# Wendelsee
Der Wendelsee war ein See zwischen den heutigen Orten Meiringen und Uttigen in der Schweiz. Er entstand durch den Rückzug des Aaregletschers nach der letzten Eiszeit vor ungefähr 10'000 Jahren und wurde von der Aare durchflossen. Durch die Ansammlung von Geschiebe von der Lütschine und dem Lombach entstand ungefähr in der Mitte das Bödeli. Die vollständige Trennung in zwei Seen, den Brienzersee und den Thunersee, ist nachweislich ums Jahr 1000 abgeschlossen, wahrscheinlich war sie aber schon früher komplett.
Der untere, nordwestliche Teil des Sees zwischen Thun und Uttigen wurde von Kander und Zulg zugeschüttet. Die Kander mündete ursprünglich zwischen Thierachern und dem Thuner Stadtteil Allmendingen in den See, mit fortschreitender Verlandung dann bei Uetendorf.